# James Rosenberger
James Maher Rosenberger (ur. 6 kwietnia 1887 w Nowym Jorku, zm. 1 stycznia 1946 tamże) – amerykański lekkoatleta specjalizujący się w biegach sprinterskich, olimpijczyk.
Uczestniczył w rywalizacji na V Igrzyskach olimpijskich rozgrywanych w Sztokholmie w 1912 roku. Startował tam w biegu na 400 metrów, gdzie po zwycięstwie w biegu eliminacyjnym, dotarł do fazy półfinałowej. Swojego biegu jednak nie ukończył.
Rekordy życiowe: 100 jardów – 10,2 (1910); 440 jardów – 50,4 (1911).